# Miki Fujitani
Miki Fujitani (藤谷 美紀, Fujitani Miki), née Makiko Kanaya le 15 septembre 1973 à Nagoya, est une actrice japonaise.
En plus de ses nombreux rôles au cinéma et à la télévision, elle a travaillé en tant que seiyū (doubleuse de voix) dans 2 animés.

## Filmographie
(janvier 2024).

### Films
- Love story wo kimi ni (1988)
- Another way - D kikan jouhō - (1988)
- Nozomi♡Witches (1990)
- 1993 : Waga ai no uta: Taki Rentarō monogatari (わが愛の譜 滝廉太郎物語?) de Shin'ichirō Sawai : Fumi
- Onna zakari (1993)
- Neji shiki (1998)
- SADA~Gisaku Abe Sada no shōgai (1998)
- MERDEKA17805 (2001)
- Kusa no ran (2004)
- Nihon no aozora (2007)
- Fumiko no umi (2007)

### Drama

#### Série
- Renzoku TV shōsetsu Rinrin to (1990, NHK)
- Joshikōsei! Kiken na Arubaito (1991, TBS)
- Akazukin kaitouranma (1991, NHK)
- Hadaka no deka (1993, Nippon TV)
- Renzoku TV shōsetsu Himawari (1996, NHK)
- Inochi tsunaide (1996, MBS/TBS)
- Kurumaisu no kinmedal (1998, MBS/TBS)
- Kai (1999, NHK-BS2)
- Shin Ai no arashi (2002, Tōkai TV/Fuji TV)
- Black Jack ni yoroshiku~Namida no gan tōbyō-hen~ (2004, TBS)
- Wataru seken wa oni bakari (9e série, 2008, TBS)

#### Téléfilm
TV Asahi
- Amasan tantei jikenchō 5 Nikkō • Kawaji onsen satsujin jiken (1994)
- Hamidashi bengoshi Tatsumi Shirō 1 Keibajō gal satsujin jiken! (1996)
- Onna jiken kisha•Saeko no kikenna satsujin shuzai (1999)
- Satsujin hirōen Tōkyō-wan senjō kyoshiki de hanayome ga tōshin jisatsu! (1999)
- Yukizuri no machi Meimon joshi gakuen scandal (2000)
- Yamamura Misa suspense, Kariya oyako series (2000 - )
- Kyōtarō Nishimura SP! Akita Shinkansen Komachi renzoku satsujin (2006)
- Uchida Yasuo suspense "Fukuhara keibu" (2009)

Fuji TV
- Udemakuri kangofu monogatari 5 netsujō-hen (1996)
- Kyōto Gion irimuko keiji jikenbo series (1997 - )
- Nagoya yomeiri monogatari 9 (1997)
- Asami Mitsuhiko series 6 Hyōhaku no rakujin -Echigo•Numazu satsujin jiken- (1998)
- Asami Mitsuhiko series 20 Kasei no umi ~Kitamaebune satsujin jiken~ (2005)
- Tsugaru kaikyō mystery4 Hakodate ~Aomori satsujin kaidou (2005)
- Matsumoto Seichō Special Kuroi jukai (2005)

TBS
- Nekoma ni kieta hanayome (1995)
- Asami Mitsuhiko series 6 Otaru satsujin jiken (1996)
- Inspector Totsugawa Series 17 Echigo • Aizu satsujin route (1997)
- Tōkyō chiken tokusō-bu • Kyōju kenji (2004)
- Nishimura Kyōtarō suspense Totsugawa keibu series 35 Kanazawa Kaga satsui no tabi (2005)
- Mokuhi (2006)
- Ofukuro sensei no Yūbari shinryō nikki (2008)
- Nishimura Kyōtarō suspense Totsugawa keibu series 42 Kyūshū Hinanokuni satsujin route (2009)

TV Tokyo
- Yamamura Misa suspense Kyoto ・ Geiko satsujin jiken Furin chōsain Katayama Yumi 3 (2002)
- Mino keiji no ai no jikenbo daisakusen (2003)
- Keibuho Narusawa Ryō "Hadan" (2005)
- Keishichō Kuromame combi 2 Aoi kiri (2006)
- Yukemuri Doctor Hanaoka Mariko no onsen jikenbo 3~Kitsune no yomeiri~ (2007)

Nippon TV
- Little boy ・ Little girl (1989)
- Tsuiseki 6 Combini gōtō satsujinhan ga nokoshita hanabira no nazo (1999)

### Anime
- Rurouni Kenshin (Kamiya Kaoru)
- Street Fighter II, le film Street Fighter II MOVIE (Chun-Li)

## Discographie

### Singles
- Tenkōsei (1988.04.05.)
- Ouen shiteru karane (1988.07.06.)
- Tatta hitori no kamisama (1988.09.07.)
- Miseinen (1989.01.25.)
- Kimi no namae (1989.05.25.)
- Ichiban kagayaitene (1989.10.25.)
- BELIEVE IN MYSELF (1989.02.25.)
- Momen no handkerchief /Lodge de matsu Christmas (1990.10.25.)
- SILENT LOVE〜Hitotsuki hayai Christmas (1991.10.25.)

### Albums
- Foundation / Through the year (1988.08.25.)
- ROOMY (1989.04.10.)
- In Season (1989.11.10.)

### Vidéo, LD
- ETUDIANTE
- new semester